# 池史彦
池 史彦（いけ ふみひこ、1952年5月26日 - ）は、日本の実業家。東京都出身。本田技研工業株式会社元代表取締役会長。一般社団法人日本自動車工業会元会長。一般社団法人自動車公正取引協議会元会長。

## 人物
東京都出身。1976年、上智大学外国語学部英語学科卒業。1976年4月、トリオ株式会社入社。1982年、本田技研工業株式会社に入社。その後、同社において、汎用事業本部長、取締役、事業管理本部長、常務取締役、アジア・大洋州本部長、アジアホンダモーターカンパニー・リミテッド取締役社長、取締役専務執行役員等を歴任。2013年、同社代表取締役会長に就任
。2014年には、一般社団法人日本自動車工業会会長に就任。
2016年5月、日本自動車工業会会長職任期満了、同年6月に同社会長も退任。2020年6月、株式会社NTTデータ社外取締役に就任。2021年6月、エーザイ株式会社社外取締役、指名委員会委員、報酬委員会委員、株式会社りそなホールディングス社外取締役、指名委員会委員、監査委員会委員に就任。2022年6月、株式会社りそなホールディングス取締役会議長に就任。2023年6月エーザイ株式会社取締役会議長に就任。

## 略歴
- 1976年、上智大学外国語学部英語学科卒業
- 1976年、トリオ株式会社入社
- 1982年、本田技研工業株式会社入社
- 2003年、同社汎用事業本部長
- 2003年、同社取締役
- 2006年、同社事業管理本部長
- 2007年、同社常務取締役
- 2008年、同社アジア・大洋州本部長
- 2008年、アジアホンダモーターカンパニー・リミテッド取締役社長
- 2011年、本田技研工業取締役専務執行役員
- 2011年、同社事業管理本部長
- 2011年、同社リスクマネジメントオフィサー
- 2011年、同社システム統括
- 2012年、同社IT本部長
- 2012年、同社渉外担当
- 2013年、同社代表取締役会長
- 2014年、一般社団法人日本自動車工業会会長、一般社団法人日本自動車研究所理事長、自動車公正取引協議会会長[4]
- 2016年、同社代表取締役会長退任
- 2020年、株式会社NTTデータ社外取締役
- 2021年、エーザイ株式会社社外取締役、株式会社りそなホールディングス社外取締役[5]
- 2021年、エーザイ株式会社取締役議長・hhcガバナンス委員会委員長[6]